# Tiphobiosis hinewai
Tiphobiosis hinewai là một loài Trichoptera trong họ Hydrobiosidae. Chúng phân bố ở miền Australasia.